# Une aventure de Cliff Burton
Pour les articles homonymes, voir Cliff Burton.
Une aventure de Cliff Burton, ou Cliff Burton, est une série de bande dessinée française créée et scénarisée par Rodolphe et dessinée par Frederik Garcia avant d'être remplacé par Michel Durand en 1989.

## Histoire
Cliff Burton est un détective qui aide Scotland Yard, lorsque ces derniers butent sur les enquêtes qu'ils opèrent.

## Personnages
- Cliff Burton : détective privé, il est sollicité par Scotland Yard, dès qu'une de leurs enquêtes piétine. Grand, roux, athlétique, il n'a pas froid aux yeux, et se jette souvent à corps perdu dans l'aventure. Célibataire, il cultive ses polyanthas (variété de roses) comme ses propres enfants.
- Sir Scott Dickson : inspecteur de Scotland Yard, il y est le contact récurrent de Cliff Burton. Homme neutre et efficace, c'est toujours à lui qu'il incombe de prendre la responsabilité des échecs que son équipe rencontre.
- Major White : acolyte de l'inspecteur Dickson, il accompagne Cliff Burton dans ses enquêtes sur le territoire britannique.
- La Main Noire : Organisation criminelle, elle se réclame des Thugs, tribu criminelle indienne adorant la déesse Kali.
- Paul : Valet de Cliff Burton, il est discret et serviable. C'est à lui qu'incombe la lourde tâche de s'occuper des roses de Cliff Burton en son absence.
- Leonard : Libraire, il est un allié précieux de Cliff Burton, lorsqu'il s'agit de se documenter sur des faits historiques en lien avec son enquête.

## Commentaires
Bernard Pivot présente, le 30 novembre 1984, sur son plateau du célèbre émission Apostrophes, diffusée sur Antenne 2, le premier tome de la série de Rodolphe et Frederik Garcia prise de vues en banc-titre.
En 1989, Michel Durand succède à Frederik Garcia.

## Albums
1. Brouillard sur Whitehall, juin 1984.
2. L'Ombre de Victoria, juin 1986.
3. Les Dormeurs de Fleetwood, janvier 1989.
4. Les Poupées de sang, novembre 1989.
5. Catman, février 1992.
6. Pur-Sang, mai 1993.
7. Schizo, juin 1994.
8. Toutes folles de lui, avril 1996.
9. Fou d'elles, juin 1998[1].

## Récompenses
- 1992 : Prix de la Meilleure BD francophone de l'année à l'occasion de la deuxième édition Symphonie BD de Brossard (Montréal) pour l'album Catman.
- 1994 : Prix spécial du jury Betty Boop au festival de la BD d'Hyères pour Schizo.
- 1994 : Prix de la meilleure série au festival finternational de la BD de Charleroi, pour Cliff Burton.